# 340579 Losse
340579 Losse este o planetă minoră (asteroid) din centura de asteroizi. A fost descoperită pe 6 august 2006 la Dax de . 
Obiectul prezintă o orbită caracterizată de o semiaxă mare de 3,0884894910207 UAi, o excentricitate de 0,18589461302625, o înclinație de 17,670374177163 ° în raport cu ecliptica.